# 1898 год в спорте
Список 1898 год в спорте перечисляет спортивные события, произошедшие в 1898 году.

## Российская империя
- Чемпионат России по конькобежному спорту 1898;

## Международные события

### Чемпионаты Европы
- Чемпионат Европы по конькобежному спорту 1898;
- Чемпионат Европы по фигурному катанию 1898;

### Чемпионаты мира
- Чемпионат мира по тяжёлой атлетике 1898;
- Чемпионат мира по фигурному катанию 1898;

### Баскетбол
- Создан клуб «Канзас Джейхокс»;

### Регби
- Кубок домашних наций 1898;

### Футбол
- Кубок Нидерландов по футболу 1898/1899;
- Созданы клубы:
  - «Асколи»;
  - «Балестье Халса»;
  - «Булонь»;
  - «Васко да Гама»;
  - «Дармштадт 98»;
  - «Дрезднер»;
  - «Крузейдерс»;
  - «Маккензи Коллеж»;
  - «Паламос»;
  - «Петржалка»;
  - «Рапид» (Вена);
  - «Рил»;
  - «Стандард» (Льеж);
  - «Татран»;
  - «Тун»;

#### Англия
- Футбольная лига Англии 1897/1898;
- Футбольная лига Англии 1898/1899;
- Созданы клубы:
  - «Брейнтри Таун»;
  - «Саттон Юнайтед»;